# 柏玉生
柏玉生（1903年—1989年4月6日），曾用名柏长青、王吉昌，山西省汾西县人。中国共产党高级干部，中国人民解放军开国大校。

## 生平
1922年毕业于省立太原国民师范学校。1926年9月参加西北革命同志同盟会。1926年11月加入中国共产党。1930年10月中共保南(石家庄）市委书记兼组织部长、阳泉市委书记、门头沟矿区特委组织部部长。1933年秋因山西省委秘书长王光甫叛变而被抓捕，以共产党嫌疑犯判刑5年。1937年七七事变后作为政治犯被提前释放。
1940年任晋绥第十一行政专员公署公安局局长。
解放战争时期任晋西南第九地委委员兼专署专员。
中华人民共和国成立后，任中央公安部四局办公室主任、安东联合检查组组长、东北人民政府公安部边防检查处处长。